# Jüdische Philosophie
Der Begriff jüdische Philosophie (hebräisch פילוסופיה יהודית, arabisch الفلسفة اليهودية, jiddisch ייִדישע פֿילאָסאָפֿיע) bezeichnet die Verbindung philosophischer Studien mit Inhalten der jüdisch-religiösen Traditionen. Während das Konzept selbst kontrovers ist, und über die prinzipielle Vereinbarkeit religiöser und philosophischer Inhalte debattiert wird, wird der Beginn jüdischer Philosophie ideengeschichtlich in der Regel mit Philon von Alexandria angesetzt.

## Philon von Alexandria

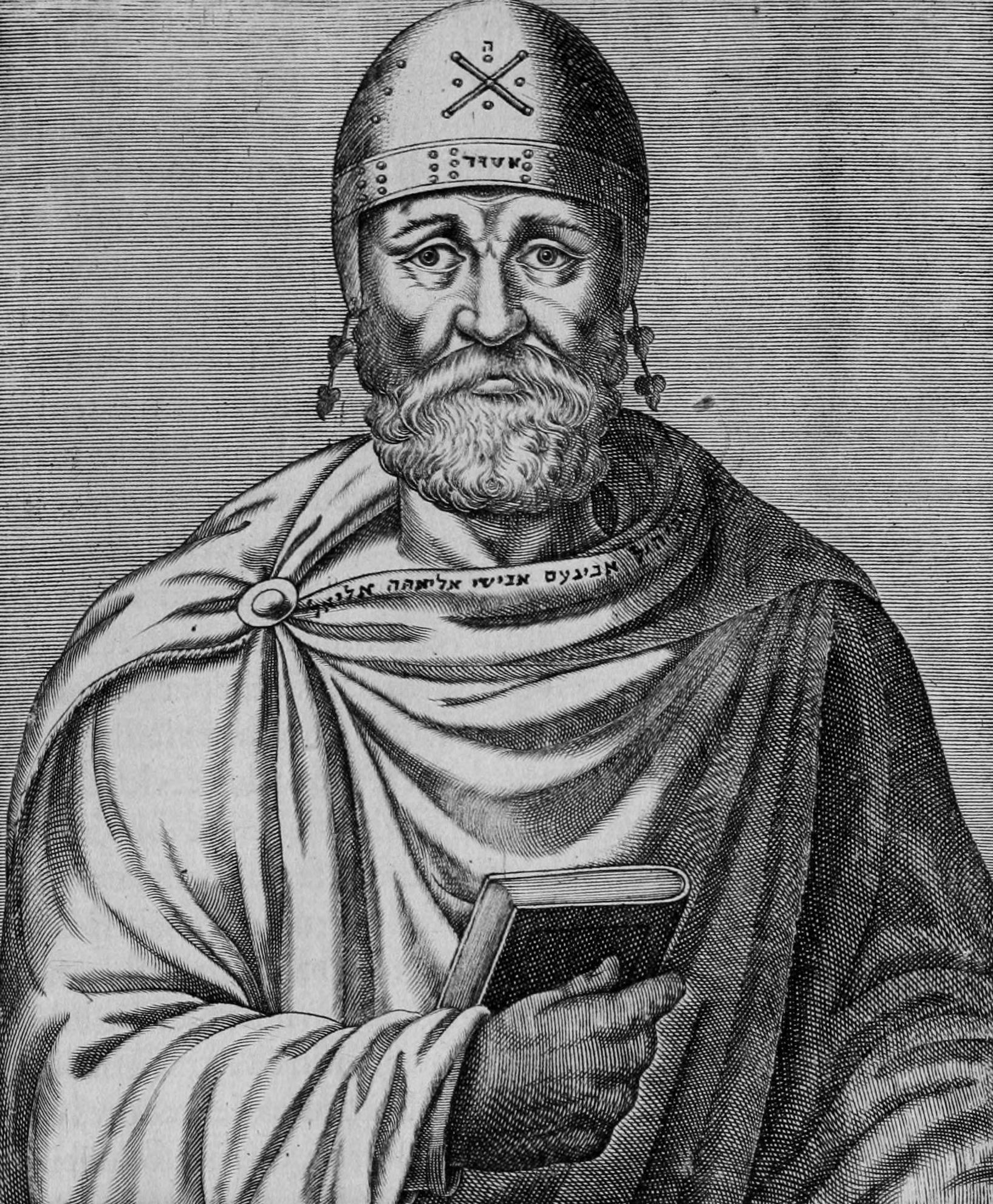
Philo von Alexandria, künstlerisch dargestellt in einem Stich von André Thevet 1584.

Philon von Alexandria (20 v. Chr. bis 40 n. Chr.) war ein hellenistischer jüdischer Philosoph aus Alexandria, Ägypten.
Philon bezog in seine Philosophie sowohl die Weisheit des antiken Griechenland als auch das Judentum mit ein, und er versuchte sie zu verschmelzen und zu harmonisieren durch die Kunst der Allegorie, wobei er bestehende jüdischen Exegese (Schriftauslegung) ebenso weiterentwickelte wie die der Stoiker.
Philon machte seine Philosophie zum Instrument der Verteidigung und Rechtfertigung der jüdischen Religionslehren. Diese religiösen Wahrheiten betrachtete er als göttlich festgelegt, jedoch erst von Menschen zu finden, nicht einfach identisch mit der schon bestehenden Tradition, sondern durch eine – vor allem allegorische (nicht wörtliche/buchstäbliche) – Auslegung der heiligen (hebräischen) Schriften. Die Philosophie sollte bei dieser Auslegung als Hilfsmittel dienen. Mit diesem Ziel vor Augen verwarf Philon diejenigen griechischen Lehren, die sich nicht mit der jüdischen Religion harmonisieren ließen, z. B. die aristotelische Lehre von der Ewigkeit und Unvergänglichkeit der Welt.
In seiner Ethik knüpft er stark an Aristoteles und die Stoiker an. Er vertritt eine Tugendethik, mit Idealen wie „Leidenschaftslosigkeit“ (zum Beispiel weder von Zorn, noch von Begierde getrieben zu sein) und „allgemeiner Menschenliebe“.
Während Philon in den frühen christlichen Debatten rezipiert wurde, war er jüdischen Gelehrten bis zur Renaissance unbekannt.

## Jüdische Mystik, Kabbala
Ein fundamentaler Unterschied zwischen den Kabbalisten und den Vertretern der Philosophie liegt in ihrer Einschätzung der Macht der menschlichen Vernunft: Kabbalisten verwerfen die Schlussfolgerungen der Vernunft und vertrauen stattdessen auf Tradition, Inspiration und Intuition. Im Gegensatz dazu halten Philosophen die Vernunft für die wichtigste Voraussetzung jeder Wahrnehmung und Erkenntnis. Der Status der Kabbala im Kontext jüdischer Philosophie ist strittig. So verwirft etwa der einflussreiche rationalistisch orientierte Philosophiehistoriker und Rabbiner Julius Guttmann in seinem Standardwerk Philosophie des Judentums (1933) die Idee, Kabbala als Philosophie aufzufassen.

## Isaak ben Salomon Israeli
Isaak ben Salomon Israeli oder Jizchak ben Schlomo Jisraeli (ca. 840/850 – ca. 932) war ein berühmter Arzt und Philosoph. Er war der Begründer der neuplatonischen Strömung in der mittelalterlichen jüdischen Philosophie. Oft zitiert wurde seine Beschreibung der Philosophie als Selbsterkenntnis des Menschen hinsichtlich seiner geistigen und körperlichen Beschaffenheit. Isaak sah in der philosophischen Selbsterkenntnis die Basis für eine Erkenntnis der gesamten Weltwirklichkeit, die ebenfalls aus Geistigem und Materiellem zusammengesetzt sei. Sein Grundsatz, den Menschen als Erkenntnisgegenstand und zugleich als Erkenntnisprinzip aufzufassen, wurde für die Anthropologie der spätmittelalterlichen Scholastik wegweisend.

## Saadia Gaon
Saadia Gaon (882–942) wird als einer der bedeutendsten frühen jüdischen Philosophen angesehen. Sein Werk Emunoth ve-Deoth hieß ursprünglich Kitab al-Amanat wal-l'tikadat, „Das Buch der Glaubensartikel und dogmatischen Lehren“. Es war die erste systematische Darlegung und philosophische Begründung der jüdischen Dogmen, erschien im Jahr 933 und wurde im 12. Jahrhundert von Jehuda ibn Tibbon ins Hebräische übersetzt.
In diesem Buch postuliert Saadia Gaon die Rationalität des jüdischen Glaubens, mit der Einschränkung, dass die Vernunft kapitulieren muss, wann immer sie in Widerspruch zur Tradition gerät. Das Dogma muss den Vorrang vor der Vernunft haben. So lehrt die Vernunft bei der Frage nach der Ewigkeit der Welt seit Aristoteles, dass die Welt ohne Anfang sei, dass sie nicht geschaffen worden sei; im Gegensatz dazu behauptet das jüdische Dogma eine Schöpfung aus dem Nichts. Seit der Zeit des Aristoteles hieß es, das logische Denken könne nur eine allgemeine Form der Unsterblichkeit beweisen, aber eine individuelle Unsterblichkeit könne es nicht geben. Die jüdische Dogmatik dagegen lehrte die Unsterblichkeit des Individuums. Deshalb muss nach Saadias Ansicht die Vernunft nachgeben.
In der Systematik seines Werks hielt sich Saadia streng an die Regeln der Mutaziliten (einer rationalistischen Glaubensrichtung des Islam, denen er teilweise auch seine Thesen und Argumente entnahm), wobei er meistens der mutazilitischen Schule des al-Jubbai folgte. Er hielt sich an den mutazilitischen Kalam, vor allem in dem Sinne, dass er in den ersten zwei Kapiteln die metaphysischen Fragen der Schöpfung (I) und der Einheit Gottes (II) diskutiert, während er in den folgenden Kapiteln die jüdische Theorie der Offenbarung (III) behandelt, sowie die Glaubenslehren, die auf der göttlichen Gerechtigkeit beruhen, inklusive Fragen des Gehorsams und Ungehorsams (IV), und auch Verdienst und Schuld (V). Eng verbunden mit diesen Kapiteln sind jene, die von der Seele und dem Tod handeln (VI), und von der Wiederauferstehung von den Toten (VII), die dem Autor zufolge einen Teil der Theorie von der messianischen Erlösung (VIII) bildet. Das Werk schließt mit einem Kapitel über die Belohnungen und Bestrafungen im jenseitigen Leben (IX).

## Solomon ben Jehuda ibn Gabirol (Avicebron)
Solomon ibn Gabirol (1021–1070) war ein jüdischer Philosoph und Dichter in al-Andalus, Spanien. Bis ins 19. Jahrhundert war er in der christlichen Gelehrtenwelt als „Avicebron“ bzw. „Avencebrol“ bekannt. In der arabischen Sprache hieß er Abū Ayyūb Sulaimān ibn Yaḥyā ibn Ǧebīrūl. Man hielt ihn für einen islamischen oder christlichen Philosophen.
Ibn Gabirol war einer der Vertreter der neuplatonischen Strömung in der mittelalterlichen jüdischen Philosophie. In ibn Gabirols Werken ist Platon der einzige namentlich genannte Philosoph. Charakteristisch ist die Konzeption eines mittleren Reichs zwischen Gott und Welt, zwischen Gattung und Individuum. Aristoteles hatte bereits den Einwand gegen Platons Ideenlehre formuliert, dass ein vermittelndes Drittes zwischen Form und Materie fehle („Hylemorphismus“). Diese Verbindung zwischen Form (Ideen) und Materie, ist nach Philon der Logos; nach ibn Gabirol ist es der göttliche Wille.
Er wird zitiert bei Moses ibn Ezra und Abraham ibn Ezra. Stark beeinflusst hat er die christliche Scholastik. Spätmittelalterliche christliche Autoritäten wie Albertus Magnus und dessen Schüler Thomas von Aquin bezogen sich öfters mit Hochachtung auf ihn.
Sein klassisches philosophisches Hauptwerk Die Lebensquelle (arabisch Yanbuʾ al-ḥayya, hebräisch Sēfer Meqōr Ḥajjim) ist besonders unter dem lateinischen Titel Fons vitae bekannt. Es hatte starken Einfluss auf die christlich-lateinische Scholastik, ab der Mitte des 12. Jahrhunderts. Die Lebensquelle ist ein neuplatonischer Dialog zwischen einem Lehrer und seinem Schüler über die Natur der Schöpfung und wie ein Verständnis unserer menschlichen Natur uns helfen kann, zu wissen wie wir leben sollen (Sinn des Lebens).
Sein Buch über Ethik trägt in der hebräischen Übersetzung des arabischen Originals den Titel Sēfer Tiqqūn Middōt ha-Nefeš („Buch der Verbesserung der Seeleneigenschaften“). Die jüdische Rezeption war gering, seine philosophischen Lehren wurden von den jüdischen Zeitgenossen größtenteils ignoriert. Auch sein Einfluss auf spätere jüdische Denker war relativ gering. Am stärksten wurde er auf dem Gebiet der jüdischen Liturgie rezipiert, seine hebräische Lyrik, in arabischen Versmaßen verfasst, fand Eingang in Gebetbücher.

## Karäische Philosophie
Die Karäer, eine jüdische Strömung, die die Lehren des rabbinischen Judentums ablehnt, entwickelten ihre eigene Form der Philosophie, eine jüdische Version des islamischen Kalam. Die frühen Karäer legten ihrer Philosophie den mutazilitischen Kalam zu Grunde; einige spätere Karäer, wie Aaron ben Elia (14. Jahrhundert) in seinem Buch Etz Hayyim („Baum des Lebens“), gingen zurück zu den Lehren des Aristoteles.

## Bachja ibn Pakudas
Bachja ibn Pakuda lebte in Spanien in der zweiten Hälfte des 11. Jahrhunderts. Er verfasste das erste jüdische System der Ethik, geschrieben 1080 in Arabisch unter dem Titel Al Hidayah ila Faraid al-hulub, „Wegweiser zu den Pflichten der Herzen“, 1161–1180 von Judah ben Saul ibn Tibbon ins Hebräische übersetzt unter dem Titel Hovot ha-Levavot, „Pflichten der Herzen“.
Obwohl er häufig Saadia Gaons Werke zitierte, gehörte er nicht zur rationalistischen Schule der Mutaziliten, denen Saadia folgte, sondern wie sein jüngerer Zeitgenosse Solomon ibn Gabirol (1021–1070) war er ein Anhänger der neuplatonischen Mystik. Oft hielt er sich an die Methoden der arabischen Enzyklopädisten, die als „Brüder der Reinheit“ bekannt sind. Weil er zur kontemplativen Mystik und zur Askese neigte, entfernte Bahya aus seinem System alle Elemente, die seiner Ansicht nach den Monotheismus verschleiern oder mit dem jüdischen Gesetz in Konflikt geraten könnten. Er strebte ein religiöses System an, das gleichzeitig erhaben und rein und in vollkommener Übereinstimmung mit der Vernunft sei.

## Jehuda ha-Levi
Der jüdische Dichterphilosoph Jehuda ha-Levi (12. Jahrhundert) argumentierte in seinem polemischen Buch Kuzari heftig gegen die Philosophie. Er wurde so zum jüdischen al-Ghazālī, dessen Destructio Philosophorum als Vorbild für den Kuzari gedient hatte.
Die menschliche Vernunft zählte für ihn nicht viel: Innere Erleuchtung, emotionale Vision war ihm alles. Im Kuzari diskutieren die Repräsentanten unterschiedlicher Religionen und Philosophien vor dem König der Chasaren über die Verdienste der von ihnen vertretenen Systeme – der Siegespreis wird am Ende dem Judentum verliehen.

## Der Aufstieg des aristotelischen Denkens
Jehuda ha-Levi konnte die Verbreitung des aristotelischen Denkens unter den arabisch-schreibenden Juden nicht aufhalten. So wie die islamischen Philosophen Avicenna und Averroes entlehnten unter den jüdischen Denkern Abraham ibn Daud und Maimonides mehr und mehr von Aristoteles.
Rabbi Levi ben Gershon, auch bekannt als Gersonides oder der Ralbag (1288–1345) ist vor allem bekannt für sein Buch Milhamot HaShem (oder einfach Milhamot), „Kriege des Herrn“. Unter den Scholastikern war Gersonides vielleicht der fortgeschrittenste, er stellte die Vernunft über die Tradition. Milhamot HaShem ist nach dem Vorbild des Führers der Unschlüssigen von Maimonides gestaltet. Von einem philosophischen (vor allem averroistischen) Standpunkt wird hier der Synkretismus aus Aristotelismus und jüdischer Orthodoxie, wie er sich bei Maimonides findet, kritisiert.
Hasdai Crescas (1340–1410) ist der Autor des Buches Or Hashem („Licht des Herrn“). Crescas' erklärtes Ziel bestand darin, das Judentum von den Fesseln des Aristotelismus zu befreien, der seiner Ansicht nach durch die Einflüsse des Ibn Sina auf Maimonides und des Ibn Roshd auf Gersonides die Authentizität des jüdischen Glaubens zu verwässern drohte, weil er die Lehrinhalte des Judentums zu Surrogaten aristotelischer Begriffe reduzierte. Sein Buch Or Hashem besteht aus vier Teilen (ma'amar), untergliedert in kelalim und Kapitel (perakim): Der erste behandelt die Grundlage allen Glaubens – die Existenz Gottes; das zweite die grundlegenden Lehrsätze des Glaubens; das dritte weitere Lehrsätze, die für alle Anhänger des Judentums bindend sind; das vierte Lehrsätze die zwar traditionell, aber nicht bindend sind und deshalb offen für philosophische Überlegung.
Josef Albo war ein spanischer Rabbi und Theologe des 15. Jahrhunderts, bekannt vor allem als Autor des Buches über die jüdischen Glaubensprinzipien (Seher ha-Ikkarim). Albo beschränkte die Zahl der fundamentalen jüdischen Glaubensprinzipien auf drei: 1) Der Glaube an die Existenz Gottes; 2) an die Offenbarung; 3) an die göttliche Gerechtigkeit, verbunden mit der Idee der Unsterblichkeit. Albo kritisiert die Ansichten seiner Vorgänger, aber er will sie damit keinesfalls der Ketzerei beschuldigen. Eine bemerkenswerte Breite an Interpretationsmöglichkeiten ist erlaubt, so sehr, dass es nach Albos Theorien schwierig wäre, die Orthodoxie sogar der liberalsten Juden anzufechten. Albo verwirft die These, dass die Schöpfung ex nihilo eine wesentliche Implikation des Glaubens an Gott sei. Er kritisiert freimütig Maimonides’ dreizehn Glaubensprinzipien und Crescas’ sechs Prinzipien.

## Maimonides
Rabbi Moshe ben Maimon (1138–1204), רבי משה בן מיימון, allgemein bekannt unter der griechischen Namensform Maimonides, war ein jüdischer Rabbiner, Arzt und Philosoph.
Maimonides lehrte, dass Gott nicht mit positiven Attributen bezeichnet werden könne (siehe dazu auch die Negative Theologie). Die Zahl der Attribute Gottes würde die Einheit Gottes beeinträchtigen. Um die Doktrin der Einheit Gottes aufrechterhalten zu können, müssen alle anthropomorphen Attribute, wie Existenz, Leben, Macht, Wille, Wissen – die verbreiteten positiven Attribute Gottes im Kalâm – vermieden werden, wenn die Rede von Gott ist. Zwischen den Attributen Gottes und den Attributen der Menschen gebe es keine Ähnlichkeit, außer der des Begriffs (Homonymie), es gebe keine Entsprechung im Wesen (Führer der Unschlüssigen, I 35, 56). Die negativen Attribute implizieren, dass nichts über das wahre Wesen Gottes gewusst werden könne.
Maimonides formulierte dreizehn Glaubensartikel, von denen er sagte, alle Juden seien verpflichtet, daran zu glauben. Die ersten fünf behandeln das Wissen vom Schöpfergott, die folgenden vier behandeln Prophezeiung und den göttlichen Ursprung der Tora, und die letzten vier behandeln Fragen der Belohnung, Bestrafung und Erlösung im Jenseits.
Das Prinzip, das Maimonides’ ganze philosophische Aktivität beeinflusste, entsprach dem fundamentalen Prinzip der Scholastik: Es kann keinen Widerspruch geben zwischen den Wahrheiten, die Gott offenbart hat, und den Entdeckungen des menschlichen Geistes in Wissenschaft und Philosophie. Unter Wissenschaft und Philosophie verstand er Wissenschaft und Philosophie des Aristoteles. In einigen wichtigen Punkten wich er jedoch auch von den aristotelischen Lehren ab. So meinte er zum Beispiel, die Welt sei nicht ewig, wie Aristoteles meinte, sondern aus dem Nichts erschaffen, wie es in der Bibel steht. Auch verwarf er die Lehre des Aristoteles, die Fürsorge Gottes erstrecke sich nur auf die Menschheit und nicht auf das einzelne Individuum. Während Maimonides in diesen wichtigen Punkten Ansichten späterer Scholastiker vorwegnahm und beeinflusste, war er durch seine Bewunderung für die neuplatonischen Kommentatoren und durch seine Bindung an die jüdische Tradition geneigt, Ansichten zu vertreten, die für christliche Scholastiker nicht annehmbar waren.

## Renaissance-Philosophen
In der Renaissance entwickelte sich ein neuer Zweig der jüdischen Philosophie, der sich auf die Lehren des Tora-Mystizismus stützte, der wiederum aus den esoterischen Lehren des Sohar und den Lehren des Rabbi Isaak Luria entstanden war. Diese Philosophie findet sich vor allem im umfangreichen Werk des Rabbi Judah Löw, auch bekannt als Maharal von Prag.

## Aufklärerische und nach-aufklärerische jüdische Philosophen
1. Baruch Spinoza gehört zu den früh-aufklärerischen jüdischen Philosophen. Seinen Ausführungen über Ethik wurden sowohl Tendenzen des Pantheismus als auch des Atheismus vorgeworfen.
2. Moses Mendelssohn war ein einflussreicher Philosoph, der in Berlin wirkte und als Wegbereiter der Haskala gilt.
3. Lazarus Bendavid war ein früher Kantianer.
4. Nachman Krochmal versuchte ausgehend vom deutschen Idealismus eine Religions- und Geschichtsphilosophie zu entwickeln.
5. Abraham Geiger, Begründer des Reformjudentums in Deutschland.
6. Samuel Hirsch und sein Nachfolger David Einhorn, bedeutende Vertreter des Reformjudentums in Deutschland und den USA.
7. Salomon Formstecher, Reformrabbiner in Offenbach.
8. Salomon Ludwig Steinheim, Arzt und kantianisch geprägter Religionsphilosoph

## Moderne jüdische Philosophie
Ein Haupttrend der modernen jüdischen Philosophie war der Versuch, eine Theorie des Judentums durch den Existenzialismus zu entwickeln. Auf diesem Gebiet trat vor allem Franz Rosenzweig hervor. Während der Recherchen für seine Dissertation über Georg Wilhelm Friedrich Hegel wandte sich Rosenzweig gegen Hegels Idealismus und favorisierte einen existenzialistischen Ansatz. Zeitweise erwog Rosenzweig eine Konversion zum Christentum, aber 1913 bekannte er sich zur jüdischen Philosophie. Er studierte bei Hermann Cohen. Rosenzweigs Hauptwerk, Der Stern der Erlösung, ist Ausdruck seiner neuen Philosophie, in der er die Beziehung zwischen Gott, Menschheit und Welt und ihren Zusammenhang durch Schöpfung, Offenbarung und Erlösung darstellt. Als spätere jüdische Existenzialisten sind die konservativen Rabbiner Neil Gillman und Elliot N. Dorff zu nennen.
Die vielleicht umstrittenste Form der jüdischen Philosophie, die sich im frühen 20. Jahrhundert entwickelte, war der religiöse Naturalismus des Rabbiners Mordechai Kaplan. Seine Theologie war eine Variante der Philosophie von John Dewey. Deweys Naturalismus kombinierte atheistische Überzeugungen mit religiöser Terminologie, um eine religiös zufriedenstellende Philosophie für diejenigen zu konstruieren, die den Glauben an die traditionelle Religion verloren haben. In Übereinstimmung mit den klassischen jüdischen Denkern des Mittelalters lehrte Kaplan, dass Gott keine Person sei und alle anthropomorphen Beschreibungen im besten Fall unzureichende Metaphern. Kaplans Theologie ging noch weiter zu der These, Gott sei die Summe aller Naturprozesse, die dem Menschen ein erfülltes Leben erlauben. Kaplan schrieb, „an Gott glauben bedeutet, es für selbstverständlich halten, dass die Bestimmung des Menschen darin liegt, sich über das Animalische zu erheben und alle Formen der Gewalt und Ausbeutung aus der menschlichen Gesellschaft zu eliminieren.“
Unter den neueren Trends gibt es den Ansatz einer Neugestaltung der jüdischen Theologie durch die Perspektive der Prozessphilosophie bzw. Prozesstheologie. Die Prozessphilosophie bezeichnet die grundlegenden Elemente des Universums als Erfahrungsereignisse. Demzufolge sind das, was man gemeinhin als konkrete Dinge bezeichnet, tatsächlich Abfolgen von Erfahrungsereignissen. Erfahrungsereignisse können in Gruppierungen zusammengefasst werden; etwas so Komplexes wie ein menschliches Wesen ist demnach eine Gruppierung vieler kleinerer Erfahrungsereignisse. Aus dieser Sicht ist alles im Universum charakterisiert durch Erfahrung (die nicht mit Bewusstsein verwechselt werden darf); es gibt keine Geist-Körper-Dualität in diesem System, denn „Geist“ ist einfach eine sehr hoch entwickelte Art von Erfahrung.
Zu dieser Philosophie gehört auch die Annahme, dass alle Erfahrungen durch frühere Erfahrungen beeinflusst sind, und dass sie alle zukünftigen Erfahrungen beeinflussen werden. Dieser Prozess der Einflüsse ist nie deterministisch; ein Erfahrungsereignis besteht aus einem Prozess des Verstehens anderer Ereignisse und aus einer Reaktion darauf. Dies ist der „Prozess“ in der Prozessphilosophie. Die Prozessphilosophie gibt Gott einen bestimmten Platz im Universum der Erfahrungsereignisse. Gott umfasst alle anderen Erfahrungsereignisse, aber transzendiert sie gleichzeitig; so ist die Prozessphilosophie eine Form des Panentheismus.
Die Ideen der Prozesstheologie wurden anfänglich entwickelt von Charles Hartshorne (1897–2000), und sie beeinflussten zahlreiche jüdische Theologen, einschließlich des britischen Philosophen Samuel Alexander (1859–1938), sowie die Rabbis Max Kaddushin, Milton Steinberg und Levi A. Olan, Harry Slominsky, und in geringerem Maße Abraham Joshua Heschel. Heute vertreten einige Rabbiner, wie Donald B. Rossoff, William E. Kaufman, Harold Kushner, Anton Laytner, Gilbert S. Rosenthal, Lawrence Troster und Nahum Ward, eine abgeschwächte Form der Prozesstheologie.
Die vielleicht erstaunlichste Entwicklung im jüdischen religiösen Denken des späten 20. Jahrhunderts war das wiedererwachende Interesse an der Kabbala. Viele Philosophen betrachten dies nicht als Form der Philosophie, denn die Kabbala ist eine Form der Mystik. Mystik wird generell verstanden als Alternative zur Philosophie, nicht als Variante der Philosophie.

## Holocaust-Theologie
Das Judentum hat traditionell gelehrt, dass Gott omnipotent (allmächtig), omniscient (allwissend) und omnibenevolent (allgütig) sei. Aber diese Behauptungen stehen im Kontrast zu der Tatsache, dass es viel Böses in der Welt gibt. Die wohl schwierigste Frage, mit der Monotheisten konfrontiert sind, ist die Frage, wie wir diese Sichtweise Gottes mit der Existenz des Bösen vereinbaren können. Dies ist das Problem des Bösen. In allen monotheistischen Glaubensrichtungen gibt es Lösungsversuche dieser Frage (Theodizeen). Angesichts der Größe des Bösen, das im Holocaust sichtbar wurde, haben viele Menschen die klassischen Sichtweisen dieses Problems neu untersucht. Wie können Menschen nach dem Holocaust noch an Gott glauben? Diese Problematik der jüdischen Philosophie bezeichnet man als Holocaust-Theologie.

## Moderne jüdische Philosophen
Die folgenden Philosophen hatten einen deutlichen Einfluss auf die Philosophie der zeitgenössischen Juden, sofern sie sich als solche verstehen. Es handelt sich um Autoren, die bewusst philosophische Themen in einem jüdischen Rahmen behandelten.

### Orthodoxe jüdische Philosophen
1. Alexander Altmann
2. Shalom Carmy
3. Eliyahu Eliezer Dessler
4. Samson Raphael Hirsch
5. Yitzchok Hutner
6. Menachem Kellner
7. Isaac Breuer
8. Jeschajahu Leibowitz
9. Steven T. Katz
10. Abraham Isaac Kook
11. Norman Lamm
12. Joseph Soloveitchik
13. Tamar Ross

### Konservative jüdische Philosophen
1. Elliot N. Dorff
2. Neil Gillman
3. Abraham Joshua Heschel
4. Leo Strauss
5. William E. Kaufman
6. Harold Kushner

### Liberale jüdische Philosophen
1. Ludwig Philippson
2. Hermann Cohen
3. David Neumark
4. Julius Guttmann
5. Benzion Kellermann
6. Max Wiener
7. Kaufmann Kohler
8. Albert Lewkowitz
9. Käte Hamburger
10. Emil Fackenheim
11. Schalom Ben-Chorin
12. Hermann Levin Goldschmidt
13. Rivka Horwitz
14. Susannah Heschel
15. Eugene Borowitz
16. Ernst Simon

### Rekonstruktionistische jüdische Philosophen
1. Mordecai Kaplan

### Andere
1. Samuel Hugo Bergman
2. Karl Joël
3. Julius Guttmann
4. Martin Buber
5. Margarete Susman
6. Will Herberg
7. Franz Rosenzweig
8. Richard Rubenstein
9. Gustav Landauer
10. Fritz Heinemann
11. Aron Gurwitsch
12. Richard Lowell Rubenstein
13. André Neher
14. Jacob Taubes
15. Vilém Flusser
16. Omri Boehm

### Durch ihren jüdischen Hintergrund geprägte Philosophen
1. Fritz Mauthner
2. Émile Meyerson
3. Wilhelm Jerusalem
4. Jonas Cohn
5. Theodor W. Adorno
6. Hannah Arendt
7. Günther Anders
8. Siegfried Kracauer
9. Walter Benjamin
10. Edith Stein
11. Ernst Bloch
12. Karl Löwith
13. Constantin Brunner
14. Noam Chomsky
15. Erich Fromm
16. Simone Weil
17. Jeanne Hersch
18. Nachman Krochmal
19. Max Horkheimer
20. Hans Jonas
21. Emmanuel Levinas
22. Thomas Nagel
23. Karl Raimund Popper
24. Hans Reichenbach
25. Gershom Scholem
26. Sarah Kofman
27. Peter Singer
28. Jacques Derrida
29. Hilary Putnam

## Belege
1. ↑  Steven Nadler, T. M. Rudavsky: Introduction. In: Steven Nadler, T. M. Rudavsky: The Cambridge History of Jewish Philosophy. Cambridge University Press, 2008, S. 3.
2. ↑  David M. Scholer, C. D. Yonge: The Works of Philo. Hendrickson Publishers, 1991, ISBN 0-943575-93-1.
3. ↑  Abraham Melamed: Politics and the State. In: Steven Nadler, T. M. Rudavsky: The Cambridge History of Jewish Philosophy. Cambridge University Press, 2008, Band 1, S. 768.
4. ↑  Vergleiche Ps 36,10 EU
5. ↑  Sarah Pessin: The Stanford Encyclopedia of Philosophy. Hrsg.: Edward N. Zalta. Sommer 2014. Metaphysics Research Lab, Stanford University, 18. April 2014, Solomon Ibn Gabirol [Avicebron] ( [abgerufen am 13. Oktober 2015]).